# Synema fischeri
Synema fischeri är en spindelart som beskrevs av Dahl 1907. Synema fischeri ingår i släktet Synema och familjen krabbspindlar.
Artens utbredningsområde är Somalia. Inga underarter finns listade i Catalogue of Life.